# Izmàlkovo
Izmàlkovo (en rus: Измалково) és un poble de l'óblast de Lípetsk, a Rússia, que en el cens del 2010 tenia 4.015 habitants i en el cens de 2021 tenia 3.644 habitants.